# 1923
Cette page concerne l'année 1923 (MCMXXIII en chiffres romains) du calendrier grégorien.
Pour la série TV, voir 1923 (série télévisée).
L'année 1923 est une année commune qui commence un lundi.

## En bref
- 11 janvier : occupation de la Ruhr.
- 24 juillet : traité de Lausanne.
- 31 août - 27 septembre : incident de Corfou.
- 13 septembre : début de la dictature de Primo de Rivera.
- 8 - 9 novembre : putsch de la Brasserie.

## Événements

### Afrique

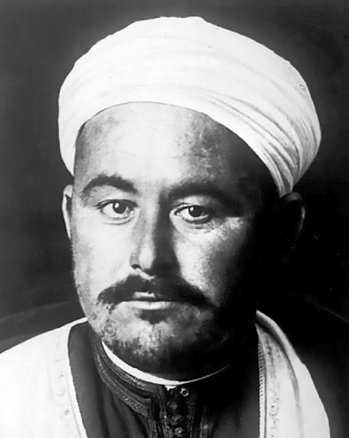
Abdelkrim al-Khattabi, président de la République du Rif.

- 1er février : proclamation de la République du Rif par Abdelkrim al-Khattabi[1].
- 16 - 27 février : « incidents » à Cotonou et Porto-Novo. Grèves, émeutes et pillages[2].

- 26 février : Les forces italiennes occupent Misrata en Libye. La pacification de la Libye commence[3].

- 24 mars : le système de l'indigénat est introduit au Togo[4].

- 15 mai : publication à Paris du journal Le Libéré créé par le malgache Jean Ralaimongo pour soutenir la Ligue pour l’accession des indigènes de Madagascar aux droits de citoyens français. Ralaimongo rentre définitivement à Madagascar[5].

- 1er juillet : décret instituant Léopoldville capitale du Congo belge (transfert effectif en 1929)[6].
- 25 juillet : le Devonshire White Paper proclame que « le Kenya étant avant tout un territoire africain, les intérêts des Africains devaient y passer avant tout ». Le gouvernement colonial concède la création d’un Legco (Legislative Council (en)) où des membres élus représentent les Européens, les Indiens et les Arabes, tandis que les intérêts des Africains sont défendus par un missionnaire désigné par le gouverneur[7].

- 5 août : inauguration de la ligne de chemin de fer Thiès-Kayes[8].

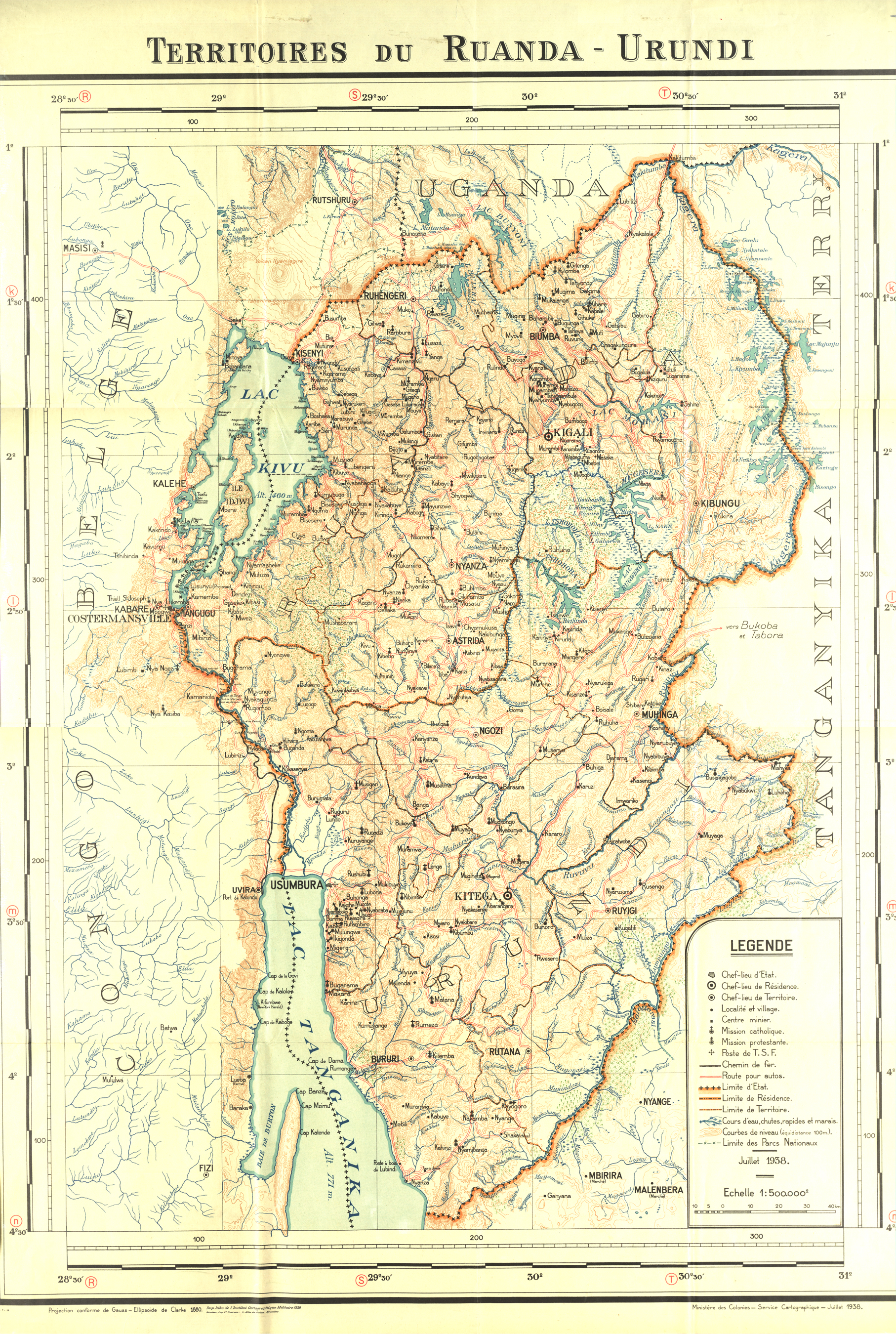
Carte du Ruanda-Urundi.

- 31 août : le Ruanda et le Burundi, anciennes colonies allemandes, sont confiés à la Belgique par la SDN sous le nom de Ruanda-Urundi[9].

- 28 septembre : l’Éthiopie entre à la Société des Nations[10].

- 1er octobre : la Rhodésie du Sud devient colonie de l’empire britannique. Elle obtient une autonomie interne qui assure de fait la prépondérance aux Européens, excluant les 96 % d’Africains[11].

- 7 novembre : ouverture du troisième Congrès panafricain à Londres (7 - 8 novembre) et Lisbonne (1er et 2 décembre)[12].

- 18 décembre : Tanger devient ville internationale[13] jusqu’en 1956.
- 24 décembre : ouverture de nombreuses églises kimbanguistes dans le territoire de Thysville, au Congo belge[14].

### Amérique
- 25 mars - 3 mai : cinquième conférence internationale des États américains à Santiago de Chili[15].
- 4 juin : massacre d’Uncía. Répression de la grève de 6 000 ouvriers des mines d’étain en Bolivie. De sources officielles, quatre grévistes sont tués et quatorze sont blessés ; le travail reprend le 9 juin[16].
- 20 juillet : Pancho Villa est assassiné[17].
- 5 décembre : début de la révolte menée par Adolfo de la Huerta à Veracruz, au Mexique, pour protester contre la candidature de Plutarco Elías Calles à la présidence[18]. Les États-Unis apportent leur soutien au régime Obregón et de la Huerta doit s’exiler après trois mois[17].

### Asie
- 26 janvier : accord entre Sun Yat Sen et l’envoyé soviétique Adolf Joffe en République de Chine. Sun Yat-sen réorganise le Guomindang et son armée avec l’aide et les conseils du Komintern[19].
- 9 avril : promulgation d’une constitution en Afghanistan[20]. Gouvernement constitutionnel. Réformes. Les titres de noblesse sont abolis, l’enseignement pour les femmes est décrété, et d’autres mesures radicales destinées à moderniser les institutions traditionnelles sont imposées.
- 24 avril : l’ancien ministre de l’Intérieur Gotō Shinpei informe le diplomate russe Adolf Joffé que le gouvernement japonais est prêt à organiser une nouvelle conférence russo-japonaise à condition d’obtenir satisfaction sur les questions de Sakhaline et de l’incident de Nikolaïevsk[21]. Joffé se rend officieusement en mission au Japon de juin à novembre sans pouvoir conclure d’accord, mais un traité est finalement signé le 20 janvier 1925[22].

- Août : troubles et activité terroriste à Calcutta. Le terrorisme au Bengale connait deux phases principales, de 1923 à 1927 et de 1929 à 1935[23].

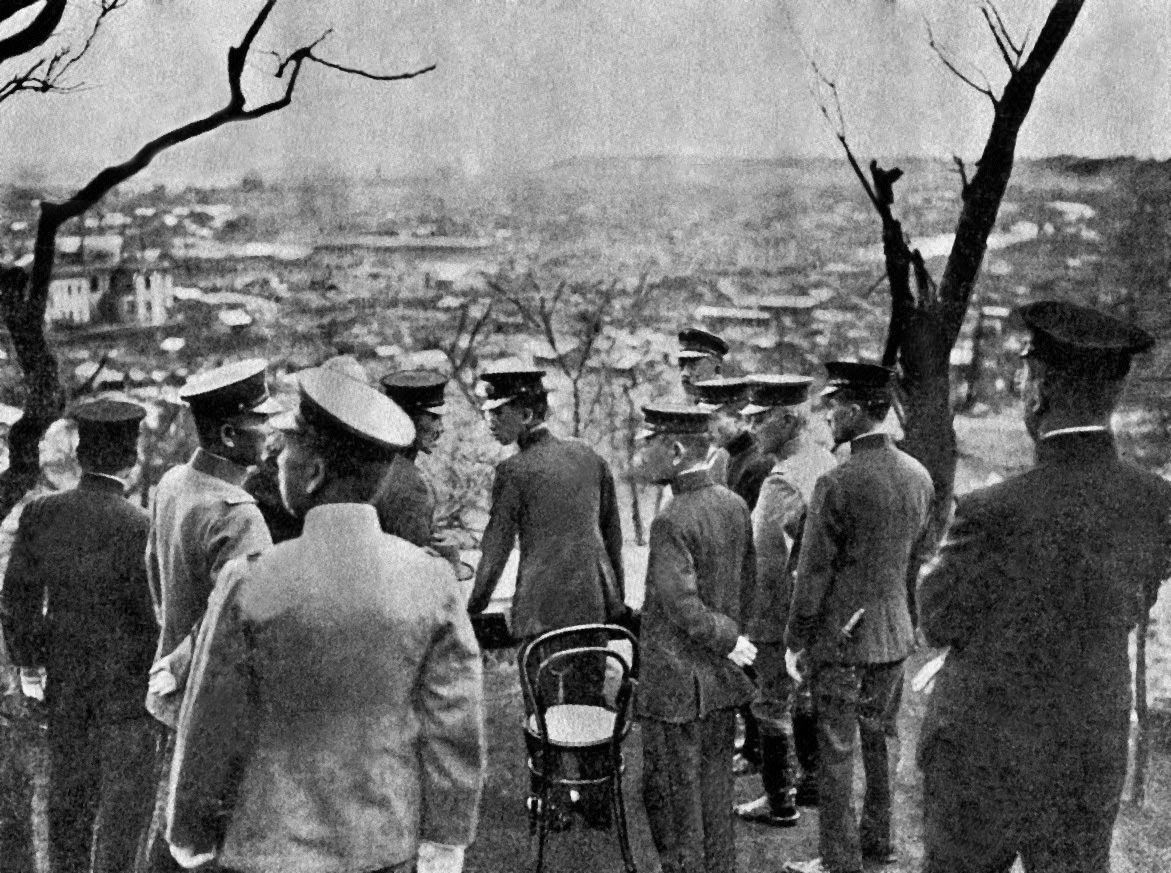
: tremblement de terre de Kantō

- 1er septembre : un tremblement de terre détruit les villes de Tokyo et Yokohama faisant 140 000 victimes[24].
- 29 septembre : entrée en vigueur du mandat britannique sur la Palestine.
- 29 septembre : entrée en vigueur du mandat français sur la Syrie.

- 5 octobre : Cao Kun se fait élire président de la république de Chine à Pékin[19].

- 21 décembre : traité d’amitié de Katmandou. L’indépendance du Népal est reconnue par le Royaume-Uni[25].
- 26 décembre : fuite en Chine du neuvième panchen-lama Thubten Chökyi Nyima, à la suite de malentendus avec le treizième dalaï-lama Thubten Gyatso[26].

### Proche-Orient

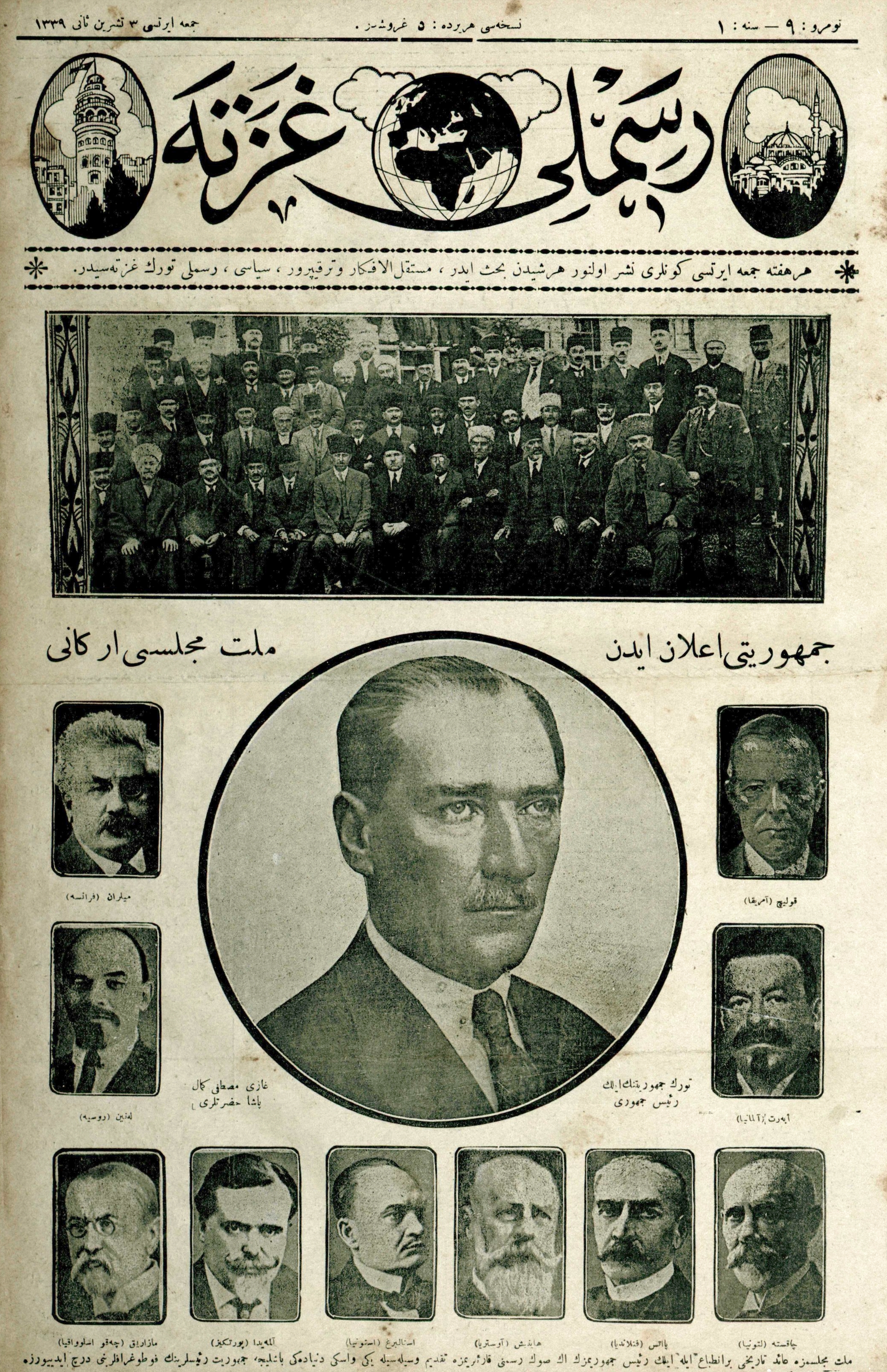
Journal en turc ottoman concernant la fondation de la République de Turquie.

- 30 janvier : accord gréco-turc qui prévoit pour le 1er mai l’échange des populations entre les deux pays (il concerne 1 500 000 personnes, dont 190 000 Grecs orthodoxes et 356 000 musulmans, plus les 800 000 Grecs déjà exilés avant l’accord)[27].
- 19 avril : adoption d’une Constitution en Égypte, qui prévoit un régime parlementaire bicaméral avec une Chambre des députés élue au suffrage universel et un Sénat composé de personnalités élues ou nommées par le roi. Ce dernier détient d’importants pouvoirs dont le droit de désigner le Premier ministre, de renvoyer le gouvernement et de dissoudre la chambre[28]. L’islam demeure la religion d’État. Le 30 mars, Saad Zaghlul est libéré (Indemnity Law) et le Wafd autorisé à reprendre ses activités politiques. La loi martiale est levée le 5 juillet[29].
- 29 mai : la Constitution de la Palestine est suspendue par les Britanniques, en raison du refus des Arabes de participer aux élections législatives du 20 février[30].

- 12 juillet : début de l’élection de l’assemblée constituante en Irak. Durant l’été, les principaux chefs religieux chiites (dont Mahdi Al-Khalisi, qui a publié une fatwa qui interdit aux Irakiens de participer aux élections) sont arrêtés et déportés en Perse[31]. Les élections s’achèvent le 25 février 1924 et le traité de protectorat avec la Grande-Bretagne de 1922 est ratifié par l’assemblée le 10 juin 1924[32].

- 24 juillet : traité de Lausanne, mettant fin à la guerre gréco-turque, et modifiant le traité de Sèvres, au profit de la Turquie qui reprend l'Arménie et une partie de la Thrace. Le traité reconnaît l’indépendance de la Turquie, abolit les Capitulations, et consacre le retour du pays dans la communauté internationale. France (Syrie et Liban) et Royaume-Uni (Irak, Palestine et Transjordanie) se partagent les provinces arabes. Les détroits restent démilitarisés. La Turquie récupère toute l’Asie Mineure et la Thrace orientale. Il n’est plus question d’Arménie indépendante, les alliés ayant renoncé, sous l’influence de la Grande-Bretagne, qui compte négocier cet abandon contre l’attribution de Mossoul à l’Irak[33].

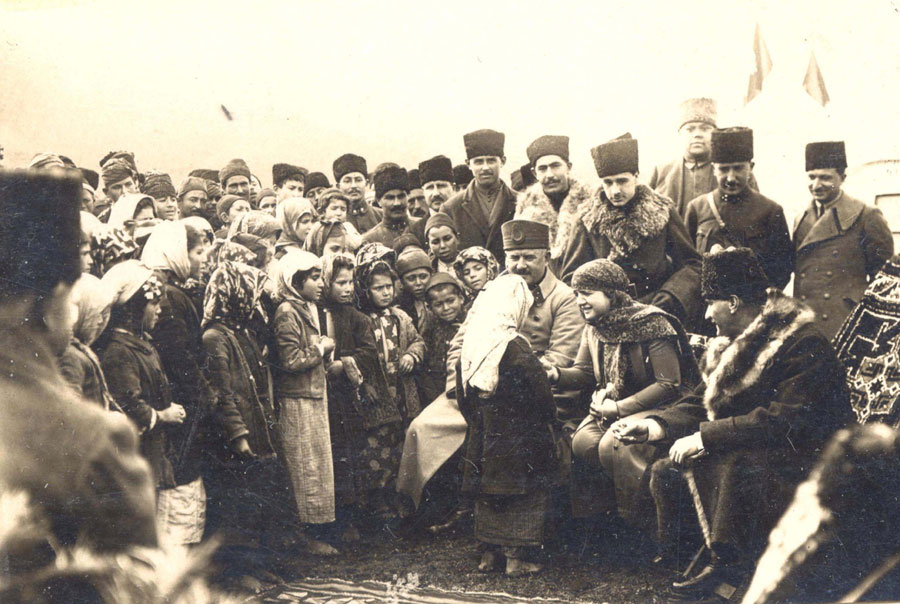
Mustafa Kemal Atatürk à Edremit le 8 février 1923.

- 13 octobre : rompant avec la tradition des ottomans, dont la capitale était Istanbul, Atatürk fait d’Ankara, en Anatolie centrale, la capitale de la Turquie[34].
- 29 octobre : l’assemblée nationale turque proclame la république[34] et élit Mustafa Kemal président de la république (fin en 1938). Le parti unique (Cumhuriyet Halk Partisi) fondé le 9 septembre et dirigé par Kemal commence la transformation du vieil empire en un état moderne[35].

- 1er novembre : la Grande-Bretagne convoque une conférence de dirigeants arabes au Koweït[36]. Les Britanniques décident d’interrompre le versement des subsides au sultanat saoudien à compter du 1er mars 1924, ce qui rend caduc le traité de protectorat de 1915[37]. Abdelaziz ben Abderrahmane Al Saoud est libéré de la pression britannique.

### Europe

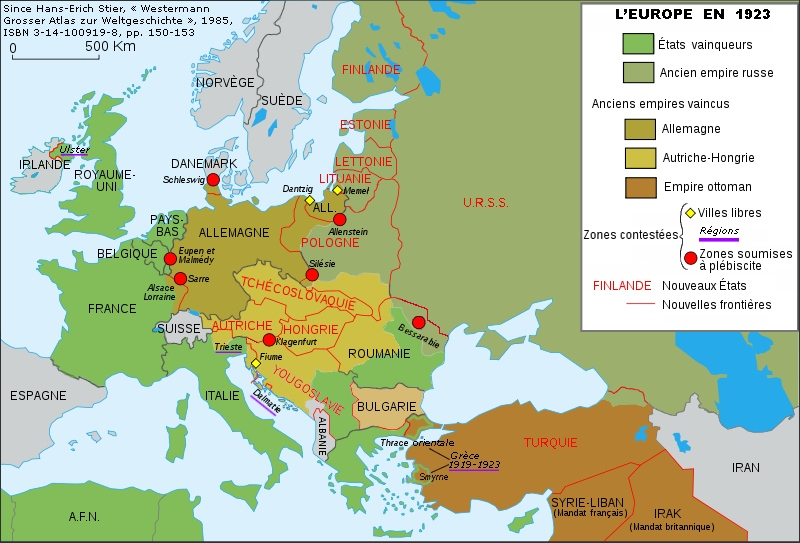
Il y a 23 États en Europe pour près de 18000 km de frontières (51 États en 2006 pour 40000 km de frontières).

- 3 février : le Conseil de la SDN propose une ligne frontalière entre la Pologne et la Lituanie, reconnaissant ainsi l’annexion de Vilnius par la Pologne[38].
- 16 février : les Alliés reconnaissent le rattachement de Memel à la Lituanie en tant que territoire autonome[39].

- 4 mars : le professeur de l’Université de Iași A. C. Cuza (en) fonde la Ligue de défense national-chrétienne (LANC). Il développe des thèses antisémites et nationalistes[40].
- 14 mars : les Alliés reconnaissent l’annexion de Vilnius par la république de Pologne[39].
- 23 mars : traité de Niš. La Bulgarie s’engage à supprimer les activités du VMRO sur son territoire[41].
- 28 mars : constitution en Roumanie[42].

- 27 avril : fin de la guerre civile irlandaise ; Frank Aiken, nouveau chef de l’IRA (Irish Republican Army) depuis la mort de Liam Lynch (en), et Éamon de Valera, déposent les armes et décident de poursuivre la lutte sur le plan politique[43].

- 18 mai : premières émissions radiophoniques régulières en Tchécoslovaquie (Radio Prague en 1936)[44].
- 22 mai : début du ministère conservateur de Stanley Baldwin, Premier ministre du Royaume-Uni (fin en 1924)[45].

- 9 juin : coup d’État en Bulgarie, des officiers menés par Alexandre Tsankov s’emparent du pouvoir. Le Premier ministre Alexandre Stambouliski est destitué, puis assassiné le 14 juin[46].

- 24 juillet : traité de Lausanne. La Grèce doit renoncer à Smyrne et à la Thrace à l’est de la rivière Evros. Échange des populations[47].
- 11 août : Hendrick Colijn devient ministre des Finances aux Pays-Bas[48]. Il applique des restrictions budgétaires (1923-1926).
- 27 août : les membres d’une mission militaire italienne dont le général Tellini, chargée d’établir la frontière entre l’Albanie et la Grèce, sont tués près de Janina, en Grèce[49].
- 31 août - 27 septembre : incident de Corfou. Après avoir demandé au gouvernement grec des réparations humiliantes, Mussolini ordonne le bombardement et l’occupation de Corfou. Cédant aux pressions anglaises et de la SDN, il accepte une formule de compromis. La flotte italienne évacue Corfou[49].

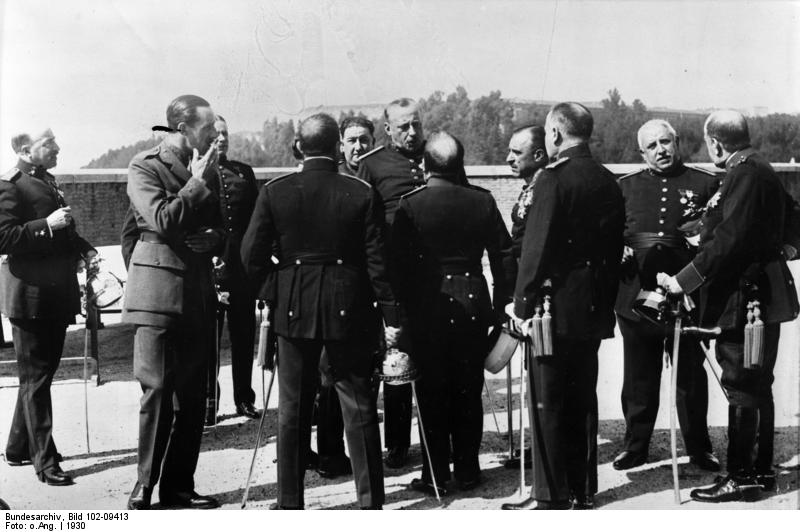
Primo de Rivera entouré d’officier, photographie de 1923.

- 13 septembre : début de la dictature de Primo de Rivera en Espagne (fin le 30 janvier 1930). Miguel Primo de Rivera, commandant général de Catalogne, prend la tête d’un coup d’État militaire qui suspend les garanties constitutionnelles. le chef du gouvernement espagnol Manuel García Prieto démissionne le 14 et le 15, Primo de Rivera se proclame chef d’un directoire militaire que le roi reconnaît immédiatement[50]. C’est la fin du régime constitutionnel : dissolution des Cortes, établissement de la censure, administration sous tutelle militaire, création de milices bourgeoises (les Somatenes). Certains hommes de gauche comme Largo Caballero, secrétaire de l’UGT, acceptent de collaborer, séduits par l’ambition réformatrice et régénératrice avouée.

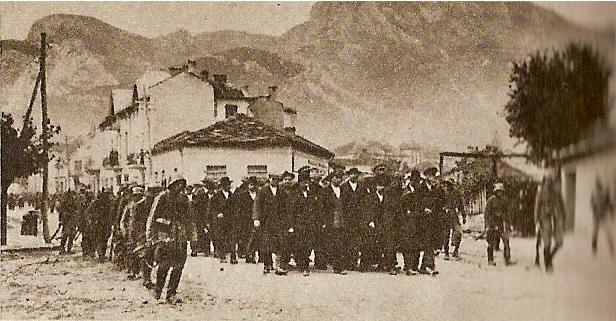
Insurrection du 23 septembre 1923 en Bulgarie

- 23 septembre : insurrection communiste écrasée en Bulgarie[51].

- 6 octobre : Manuel Teixeira Gomes, démocrate, devient président de la république du Portugal (fin le 11 décembre 1925)[52].
- 22 octobre : échec d’un coup d’État royaliste en Grèce[53].

- 6 décembre : défaite des Conservateurs aux législatives au Royaume-Uni (258 sièges pour 191 travaillistes et 159 libéraux)[54].
- 16 décembre : victoire de Eleftherios Venizelos aux législatives en Grèce.
- 19 décembre : le roi Georges II de Grèce quitte la Grèce pour Bucarest[55].

- Hongrie : le comte Mihály Károlyi est condamné par contumace pour haute trahison.

#### Allemagne
- 2-4 janvier : conférence de Paris. « Rupture cordiale », entre la France et le Royaume-Uni : réunis à Paris, les Alliés ne parviennent pas à trouver un accord sur la question des réparations allemandes. Poincaré annonce que la France passera outre l’opposition britannique et fera occuper la Ruhr afin de contrôler les activités des usines et des mines de la région[56].

- 11 janvier :
  - un dollar s’échange 18 000 marks[57].

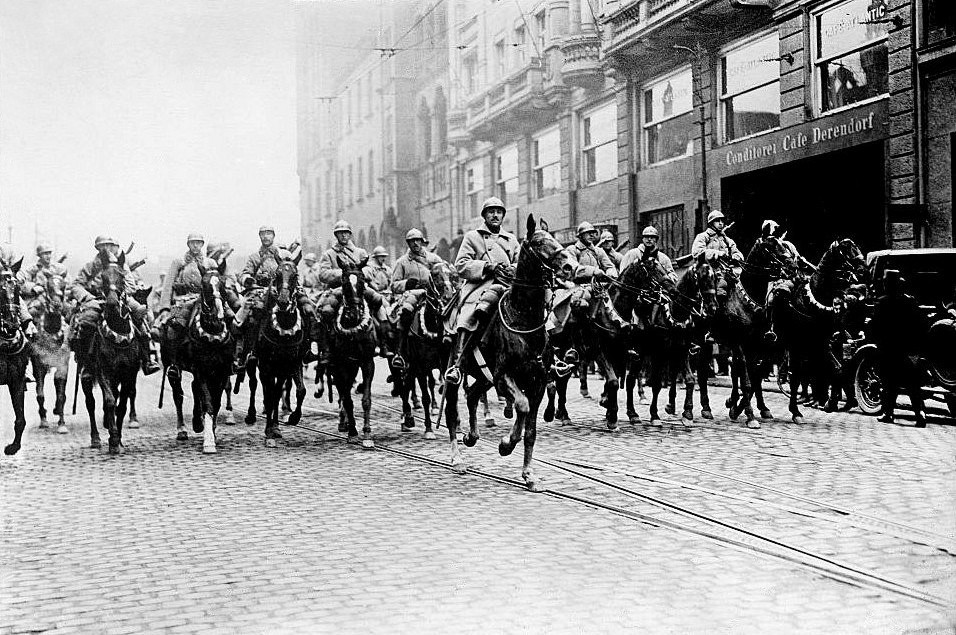
11 janvier : les troupes françaises entrent à Essen. Début de l'occupation de la Ruhr.

  - des troupes françaises et belges occupent la région de la Ruhr réclamant le paiement par l’Allemagne de la dette de guerre. C’est une bonne partie de la production industrielle allemande qui est ainsi confisquée[58].
- 19 janvier : une résistance passive, sous forme de grèves généralisées, et financée par la république de Weimar s’organise dans la Ruhr[58].
- 1er février : banqueroute. Un dollar s’échange 47 500 marks[59].

- Mars : les Sections d’assaut (SA), réorganisées en unités combattantes, sont placées sous le commandement d’Hermann Göring[60].
- 31 mars : cinquante mille ouvriers des usines Krupp manifestent à Essen pour protester contre la réquisition de camions par l’armée française. Violente répression qui fait 13 morts et 30 blessés[61].

- 1er mai : les manifestations du 1er mai sont perturbées à Munich par des associations patriotiques et les SA. Des syndicalistes sont attaqués et les forces de l’ordre n’interviennent pas[60].
- 16 mai : les mineurs de la mine Kaiserstuhl se mettent en grève à la suite d’une flambée des prix. Les négociations salariales échouent devant l’intransigeance des communistes. Une série de grèves sauvages est déclenchée dans la Ruhr. Des combats de rue éclatent[62].
- 26 mai : en représailles aux attentats commis contre les troupes d’occupation, le militant nationaliste Leo Schlageter est jugé par un tribunal français et fusillé[58].

- 6 juillet : répondant aux exigences britanniques, et à la suite d'une lettre du pape Pie XI du 27 juin, le gouvernement français répète qu’il refusera d’étudier les propositions de l’Allemagne tant que durera la résistance passive dans la Ruhr[63].
- 11 juillet : le Parti communiste décide d’organiser une journée antifasciste le 29 juillet. Il rallie de nombreux syndicalistes et de sans-parti. La manifestation est interdite dans la plupart des États, mais se déroule sans heurts[64].

- 12 août : chute du gouvernement Wilhelm Cuno devant la multiplication des affrontements entre manifestants et forces de l’ordre[58].

- 13 août :

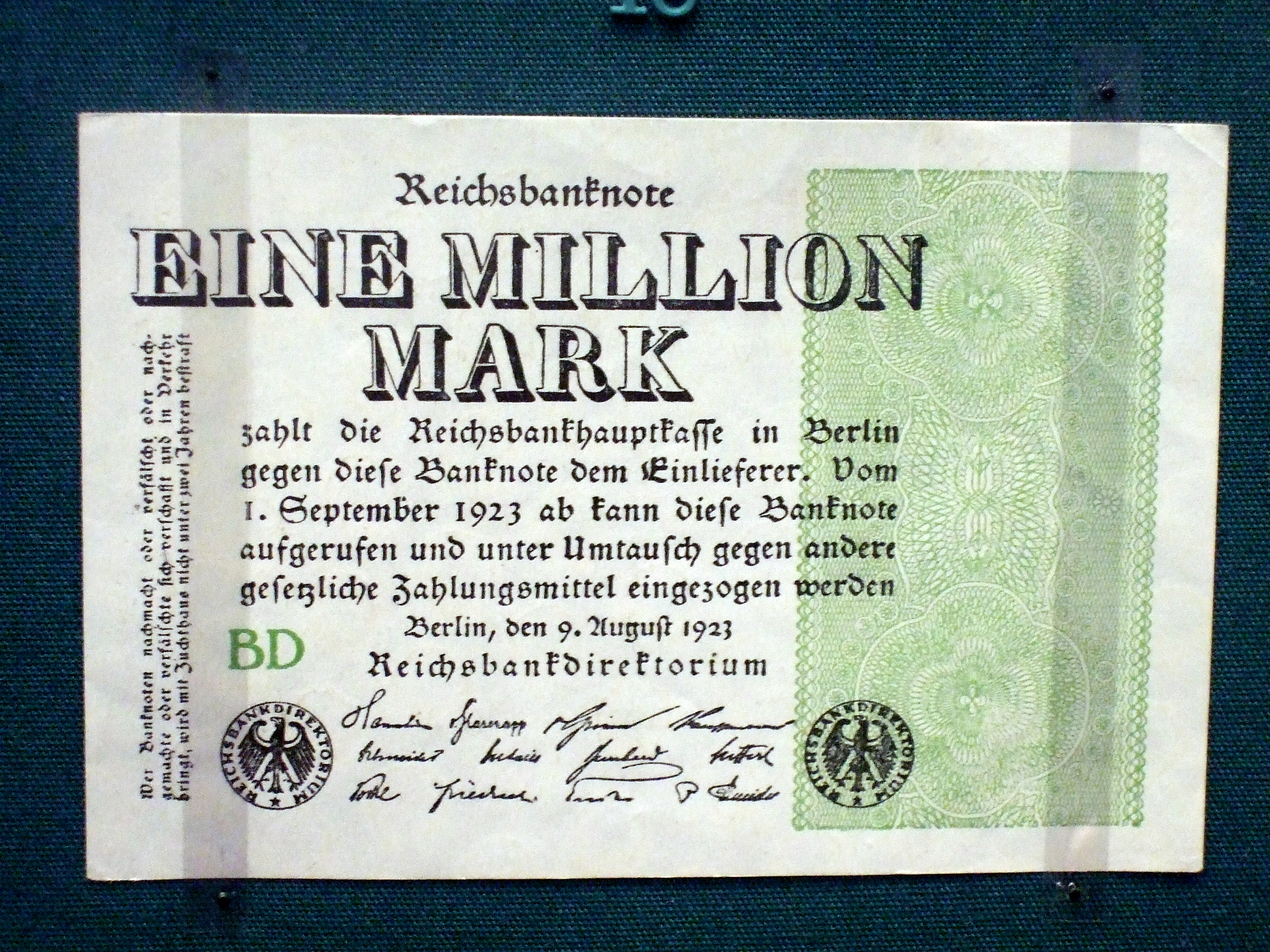
Billet d’un million de marks émis le 9 septembre. Hyper inflation en Allemagne : alors qu’un mark-or valait 46 marks-papier en janvier 1922 il en vaut 84000 en juillet 1923, 24 millions en septembre, 6 milliards en octobre et 1000 milliards à la fin de l’année 1923.

  - Hyper-inflation : un dollar s’échange 3,7 millions de mark (126 millions le 26 septembre, 4 200 milliards le 15 novembre)[58]. Les valeurs inscrites sur les billets sont modifiées plusieurs fois par jour en fonction des cours ainsi que les étiquettes des marchandises. Les ouvriers rémunérés à la journée, vont au travail avec des valises afin de pouvoir emporter la masse de billets nécessaires au règlement de leur paie.
  - Gustav Stresemann chancelier, forme un gouvernement de grande coalition républicaine[60].

- 25 septembre : fin de la résistance passive dans la Ruhr proclamée par Gustav Stresemann[58].
- 26 septembre : en Bavière le gouvernement proclame l’état d’urgence, suspend les droits fondamentaux et accorde au commissaire général du Reich Gustav von Kahr des pouvoirs dictatoriaux[60].
- 24 septembre, Munich : grâce à la Sturmabteilung, Adolf Hitler s’assure la direction du Kampfbund, ligue des formations d'extrême droite[65].
- 27 septembre : en Saxe, le général Müller, commandant de la Wehrkreis III, s’arroge tous les pouvoirs[66].
- 30 septembre : soulèvement de Düsseldorf ; menées séparatistes en Rhénanie[67].

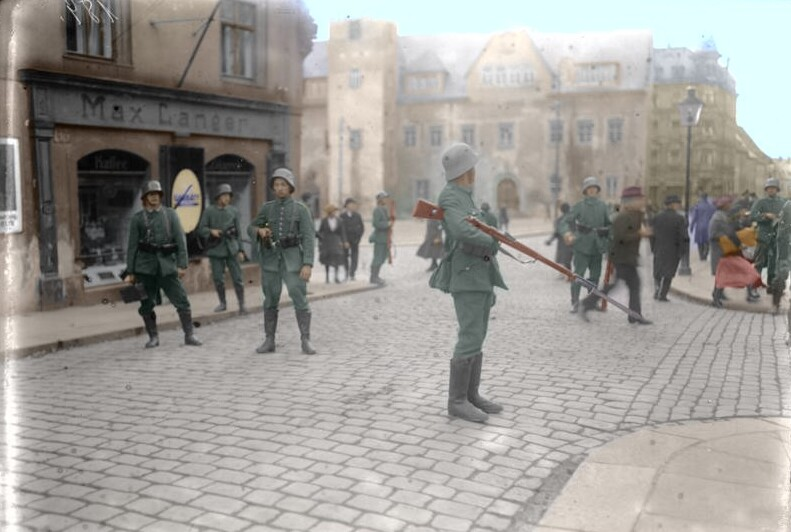
Octobre : intervention de l’armée en Saxe. Ici à Freiberg.

- 10 octobre, Saxe : refusant de se soumettre au général Müller, le social-démocrate Erich Zeigner forme un nouveau gouvernement comprenant trois communistes[60].
- 13 octobre : Gustav Stresemann obtient les pleins pouvoirs du Reichstag[58].
- 21 octobre : proclamation d’une république rhénane indépendante[67].
- 22 octobre : échec de l’insurrection communiste à Hambourg. Échec de l’Octobre allemand[68].
- 23-25 octobre : Poincaré accepte la constitution d’une commission d’experts chargée d’examiner la question des réparations[69].
- 29 octobre : le gouvernement nomme un commissaire du Reich en Saxe. L’armée investit les ministères du Land. Le lendemain, le gouvernement Zeigner démissionne et cède la place à un gouvernement sans communistes[70].

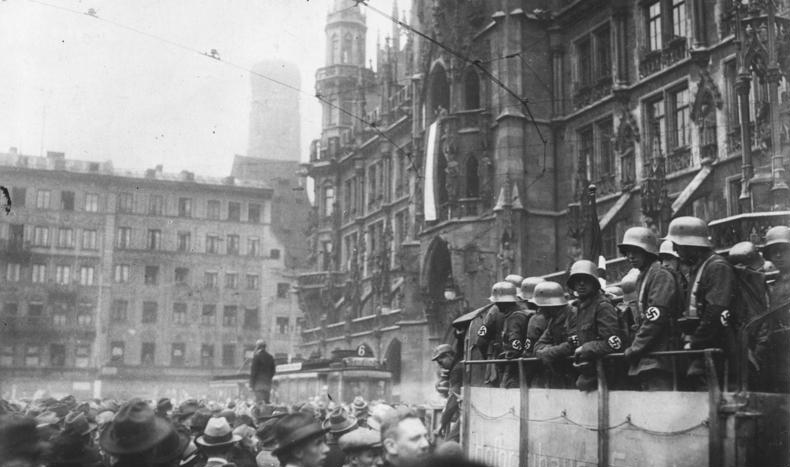
La Marienplatz à Munich, le 9 novembre, lors du putsch de la Brasserie.

- 8 - 9 novembre : échec du putsch de la Brasserie de Munich (Adolf Hitler et Erich Ludendorff). Escorté par les SA, Hitler fait irruption dans la brasserie Bürgerbraükeller où se tient une réunion de soutien à Gustav von Kahr et annonce que le gouvernement bavarois est renversé. Gustav von Kahr feint de se rallier et un gouvernement nazi est formé. Alerté par les autorités locales, le gouvernement Streesemann prend des mesures fermes et ordonne le déploiement de l'armée dans le Land séditieux. Le lendemain, la Reichswehr encercle Munich et tire sur les SA qui défilent dans la rue[58]. Le putstch est réprimé dans le sang par les militaires. 4 policiers et 16 putschistes sont tués. Ludendorff est arrêté dès le 9 novembre. Hitler est capturé à Uffing le 11 novembre et mis en détention[71].
- 15 novembre : pour interrompre la spirale inflationniste, le gouvernement (Luther, ministre des finances et Schacht, président de la Reichsbank) crée une nouvelle monnaie, le mark-rente, dont le cours, gagé sur la totalité de l’économie allemande, est fixé à 1 000 milliards de mark-papier[68]. Pour la consolider, le gouvernement impose des mesures rigoureuses de hausse des impôts et de compression des dépenses publiques . En décembre, une réforme fiscale impose le paiement des impôts sur une base-or, près de 300 000 fonctionnaires sont licenciés, les allocations chômage diminuées, les subventions aux chemins de fer supprimées[72]...
- 23 novembre :
  - Les partis communiste et nazi sont interdits[73].
  - Le gouvernement Gustav Stresemann est renversé à la suite du retrait des ministres sociaux-démocrates[58].
- 30 novembre :
  - le Dr Wilhelm Marx du Zentrum devient chancelier d’un gouvernement minoritaire[58].
  - la commission des réparations nomme deux comités d’experts chargés de préparer un plan garantissant à la fois l’équilibre économique de l’Allemagne et l’intérêt de ses créanciers (plan Dawes)[58].
- 8 décembre : traité de commerce entre l’Allemagne et les États-Unis ; il entre en vigueur le 14 octobre 1925[74].
- 21 décembre : ordonnance sur la durée du travail. Le principe légal des 8 heures par jour et 48 heures par semaine est réaffirmé, mais le décret autorise jusqu’à 10 heures par jour sans augmentation de salaire dans le cadre de contrats collectifs ou par décision administrative[58]. Le temps de travail est fixé à 54 heures pour les fonctionnaires et 59 heures pour les ouvriers des usines sidérurgiques[75].

#### Union soviétique
- 10 mars : Lénine a une attaque d’apoplexie qui le prive de tous moyens d’action et d’expression[76].
- 17- 25 avril : 12e congrès du Parti communiste[77] ; Trotski dénonce la « crise des ciseaux », c’est-à-dire l’écart croissant des prix industriels et agricoles[78].
- 6 juillet : la Constitution soviétique est adopté par le Comité exécutif central[79].
- 15 décembre : Staline lance sa première attaque personnelle contre Trotski qui vient de publier une lettre dans la Pravda accusant les bureaucrates de refuser le « cours nouveau ». Il forme une première troïka antitrotskiste avec Kamenev et Grigori Zinoviev[80].

## Naissances en 1923
Naissance de Josette

## Décès en 1923

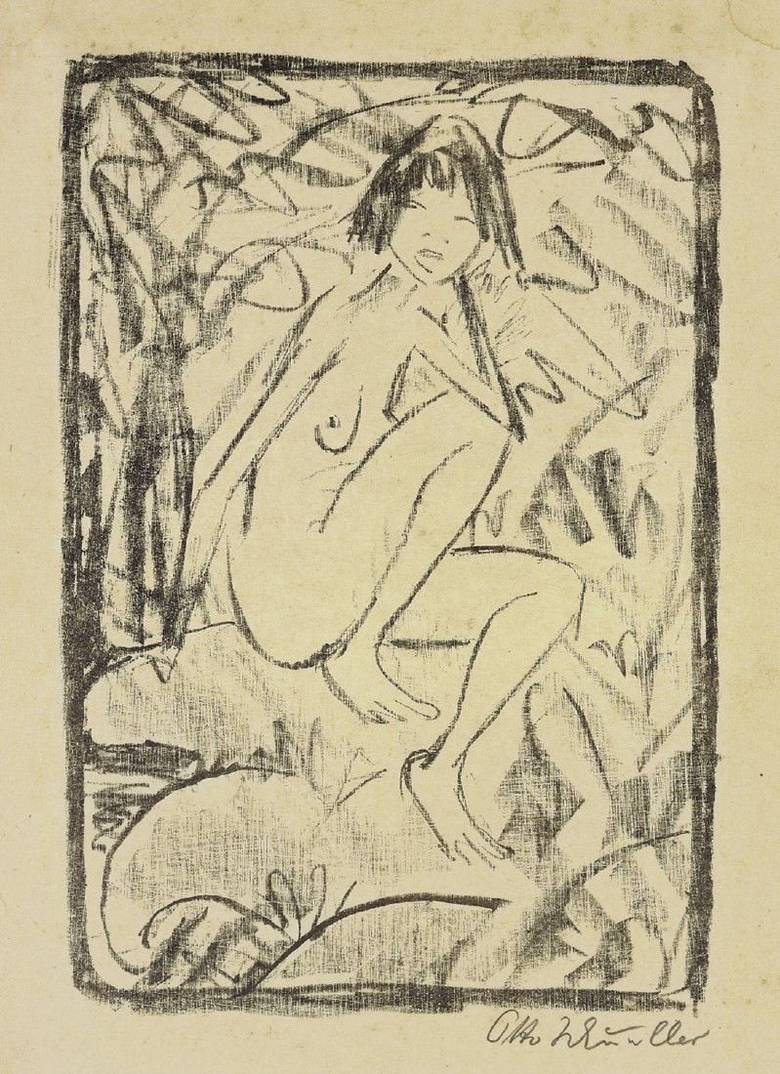
Sitzende, von Blattwerk umgeben, lithographie d'Otto Mueller.La peinture en 1923 sur Commons